# 石萬程
石萬程（16世紀—1640年代），字仲升，號軫餘，湖廣長沙府湘潭縣人，明朝政治人物。

## 生平
石萬程是萬曆二十五年（1597年）舉人，天啟二年（1622年）成進士，獲授戶部主事，四年榷税九江钞关，五年升员外郎、郎中，六年外任徽州知府，因為無法阻止魏黨開採黃山而辭官，被誣陷削籍。
崇禎元年（1628年），朝廷起用石萬程為常州知府，當地有額稅三千金，舊例歸知府所有，他大罵告知者：「稱為稅但不上貢朝廷就應該歸還百姓，算是甚麼舊例？」到四年（1631年）因病免官，九年（1636年）再起用為杭州知府，適逢海寧縣惡人吳中彥殺人論死，屬吏暗中拿出萬金賄賂，他笑說：「這計謀曾經用過了，不正法不可。」嚴厲申請治罪，杭州人因為他不接受賄賂寫下《殛豕安民錄》。陞任溫處道副使，肆虐沿海的海寇張宏銘竟然仰慕他的清望投誠，受降者萬餘人都哭著拉起他的衣袖，很快因病辭官，在路途病逝。
石萬程篤於孝友，曾設置義田義穀以送贈不能婚葬的族人，又精欲內典，著有《藕花集詩》、《禪談古初刻》諸書，但大多失傳。明亡百餘年後，吳浙兩地來到湘潭的人，仍然會詢問石氏清官子孫是否無恙。